# Araneus pentagrammicus
Araneus pentagrammicus là một loài nhện trong họ Araneidae.
Loài này thuộc chi Araneus. Araneus pentagrammicus được Ferdinand Karsch miêu tả năm 1879.